# Adam Wilcox
Adam Wilcox (ur. 26 czerwca 1976 roku w Lichfield) – brytyjski kierowca wyścigowy.

## Kariera
Wilcox rozpoczął karierę w międzynarodowych wyścigach samochodowych w 1996 roku od startów w Formule Opel Lotus Nations Cup, gdzie został sklasyfikowany na czwartej pozycji. W późniejszych latach Brytyjczyk pojawiał się także w stawce Europejsiiej Formuły Opel, Formuły Vauxhall, Brytyjskiej Formuły 3, Formuły Palmer Audi, Autobytel Lotus Sport Elise, Super GT, British GT Championship oraz Ferrari Challenge Europe.